# Nebbiuno
Nebbiuno (piemontiul: Nibiun) település Olaszországban, Piemont régióban, Novara megyében. Lakosainak száma 1798 fő (2023. január 1.). Nebbiuno Armeno, Lesa, Meina, Massino Visconti és Pisano községekkel határos.

## Népesség
A település lakossága az elmúlt években az alábbi módon változott:
| Lakosok száma | 1865 | 1821 | 1798 |
|               | 2017 | 2018 | 2023 |